# Salt Bae
Salt Bae, egentligen Nusret Gökçe, född 9 augusti 1983 i Erzurum i Turkiet, är en turkisk kändiskock och restaurangägare. Han blev viral i januari 2017 när hans originella sätt att salta maten spreds via Twitter i en första meme kallat "Ottoman Steak". Han håller handen högt upp med armbågen rakt ner, och låter saltet studsa på underarmen innan det träffar maten.
Han utbildade sig till slaktare när han var sexton år och behövde ett yrke för att hjälpa till med familjens försörjning. I 20-årsåldern fick han möjlighet att åka till Argentina för arbete och utbildning, och drömde om att starta en egen restaurang.
Han öppnade sin första restaurang i Istanbul 2010 och sedan flera i Turkiet och Mellanöstern, som i Ankara, Doha och Dubai. Det utvecklades till restaurangkedjan Nusr-et som fick extra skjuts i samband med att han blev viral. Han har sedan öppnat restauranger även i USA och London.
Efter finalen i Världsmästerskapet i fotboll 2022 fick han fira segern på planen med de argentinska spelarna och syntes hålla i trofén, ta selfies med spelarna och bita i spelarnas guldmedaljer. Det har ifrågasatts att han kunde tillåtas göra detta, bland annat ska bara spelare och statschefer ha rätt att röra trofén. Salt Bae har även varit i blåsväder när en tjeckisk fotomodell fick allvarliga brännskador på en av hans restauranger efter en misslyckad eldshow.